# ایر اوگاندا
ایر اوگاندا (به انگلیسی: Air Uganda) یک شرکت هواپیمایی با کد یاتا U7 است که در تاریخ ۲۰۰۷ میلادی تأسیس شده است.